# Municipio de Prairie (condado de Madison)
El municipio de Prairie (en inglés: Prairie Township) es un municipio ubicado en el condado de Madison en el estado estadounidense de Arkansas. En el año 2010 tenía una población de 1632 habitantes y una densidad poblacional de 12,08 personas por km².

## Geografía
El municipio de Prairie se encuentra ubicado en las coordenadas 36°8′25″N 93°52′12″O / 36.14028, -93.87000. Según la Oficina del Censo de los Estados Unidos, el municipio tiene una superficie total de 135.15 km², de la cual 134.62 km² corresponden a tierra firme y (0.39%) 0.53 km² es agua.

## Demografía
Según el censo de 2010, había 1632 personas residiendo en el municipio de Prairie. La densidad de población era de 12,08 hab./km². De los 1632 habitantes, el municipio de Prairie estaba compuesto por el 92.4% blancos, el 0.18% eran afroamericanos, el 1.04% eran amerindios, el 1.1% eran asiáticos, el 0.31% eran isleños del Pacífico, el 3.55% eran de otras razas y el 1.41% pertenecían a dos o más razas. Del total de la población el 5.15% eran hispanos o latinos de cualquier raza.